# 塞德瑞克·巴爾菲爾德
塞德瑞克·李·巴爾菲爾德（1996年11月18日—）為菲律賓裔美國男子籃球運動員，場上位置為控球後衛。

## 職業生涯
在2019年NBA選秀落選後，巴雷菲爾與NBA奧克拉荷馬城雷霆簽約參加NBA夏季聯賽。隨後他加盟NBA G聯盟奧克拉荷馬藍色。
2020年7月16日，巴爾菲爾德加盟立陶宛籃球聯賽內韋日斯。
2022年2月27日，巴爾菲爾德回歸奧克拉荷馬藍色。
2022年5月，巴爾菲爾德宣布參加第47季PBA選秀。
2022年9月8日，巴爾菲爾德加盟P. LEAGUE+臺北富邦勇士，以亞洲外援身分出戰東亞超級聯賽，中文登錄名為「巴爾菲特」。10月11日，臺北富邦勇士宣布因為東亞超級聯賽延期，與巴爾菲爾德雙方協議取得共識，巴爾菲爾德正式離隊，隨後T1聯盟臺南台鋼獵鷹宣布簽下亞洲外籍球員巴爾菲爾德加盟，中文登錄名為「貝爾飛特」。12月5日，臺南台鋼獵鷹宣布與巴爾菲爾德達成離隊共識，巴爾菲爾德為臺南台鋼獵鷹出賽1場熱身賽與1場例行賽。
2023年2月7日，灣區翼龍宣布簽下巴爾菲爾德作為東亞超級聯賽冠軍週亞洲外援。4月26日，巴爾菲爾德加盟SLAC。7月17日，臺北富邦勇士宣布簽下巴爾菲爾德作為東亞超級聯賽2023-24賽季亞洲外援。12月2日，作為球隊東亞超級聯賽亞洲外援的巴爾菲爾德在P. LEAGUE+例行賽出賽，貢獻6分、4助攻。
2024年1月4日，臺北富邦勇士宣布考量團隊陣容規劃，結束與巴爾菲爾德的合約關係，巴爾菲爾德總計出賽五場東亞超級聯賽，場均表現為17.8分、3.2籃板、4.4助攻。7月14日，巴爾菲爾德在PBA選秀第一輪第二順位獲得黑水老闆青睞。7月23日，巴爾菲爾德與黑水老闆簽下兩年合約，第二年為球員選擇。

## 生涯數據

### T1聯盟

#### 例行賽
| 賽季    | 球隊         | GP | MPG  | 2P% | 3P% | FT% | RPG | APG | SPG | BPG | PPG |
| ------- | ------------ | -- | ---- | --- | --- | --- | --- | --- | --- | --- | --- |
| 2022-23 | 臺南台鋼獵鷹 | 1  | 3:04 | 0   | 0   | 0   | 1   | 0   | 0   | 0   | 0   |

## 個人生活
巴爾菲爾德的母親有菲律賓血統，在加入PBA選秀之前，他已成為菲律賓公民。父親雷·巴爾菲爾德（Ray Barefield）以前在聖地牙哥州立大學籃球隊擔任控球後衛，現擔任蘭喬基督教學校（Rancho Christian School）男子籃球總教練。

## 外部連結
- 塞德瑞克·巴爾菲爾德的Instagram帳戶
- 塞德瑞克·巴爾菲爾德的X（前Twitter）
- 塞德瑞克·巴爾菲爾德在fiba.basketball（英语）
- 塞德瑞克·巴爾菲爾德在NBA G聯盟官網（英语）
- 塞德瑞克·巴爾菲爾德在P. LEAGUE+官網
- 塞德瑞克·巴爾菲爾德在Basketball-Reference.com（NBA）（英语）
- 塞德瑞克·巴爾菲爾德在Basketball-Reference.com（NBA G聯盟）（英语）
- 塞德瑞克·巴爾菲爾德在Sports-Reference.com（NCAA）（英语）
- 塞德瑞克·巴爾菲爾德在ESPN（NBA）（英语）
- 塞德瑞克·巴爾菲爾德在Eurobasket.com（球員）（英语）
- 塞德瑞克·巴爾菲爾德在Proballers（英语）
- 塞德瑞克·巴爾菲爾德在RealGM（英语）
- 塞德瑞克·巴爾菲爾德在Flashscore（英语）
- . Interperformances.com.